# Червоночеревий папуга
Червоночеревий папу́га (Northiella) — рід папугоподібних птахів родини Psittaculidae. Представники цього роду є ендеміками Австралії.

## Види
Виділяють два види:
- Папуга червоночеревий (Northiella haematogaster)
- Папуга кочівний (Northiella narethae)[3]

## Етимологія
Рід Northiella був названий на честь австралійського орнітолога Альфреда Джона Норта.